# Goephanes albosignatus
Goephanes albosignatus là một loài bọ cánh cứng trong họ Cerambycidae.